# Саварка (бедуины)
Саварка (аль-саварка, ивр. סווארכה‎, араб. سواركة‎) — бедуинская хамула (племя) численностью в 3000 — 4000 человек. Проживают в Израиле (Иорданской Долине и Самарии) и на Синайском полуострове.

## Происхождение
Согласно преданиям племени, они являются потомками евреев, которые приняли ислам. У асварки существуют некоторые обряды, похожие на иудейские: зажигание субботних свечей, избегание зажигания огня в субботу и другие.

## Саварка на Синае
Саварка, контролирующая север Синая и границу с сектором Газа, занимается контрабандой и незаконной переправкой африканских беженцев через границу (в Израиль, а в последнее время — в Ливию).
Саварка также занимается контрабандой оружия ХАМАСу и торговлей с сектором Газа через туннели.
После свержения президента Мубарака шейхи аль-саварки и аль-тарабин согласились оставить свои межплеменные споры и начать совместную работу по обеспечению безопасности в Синае. Шейх Ибрагим аль-Маней, один из самых влиятельных вождей Саварки, выступает за сотрудничество между египетскими военными и синайскими бедуинами.
В 2017 году Саварка объявили войну Вилаят Синай (ИГ), действующему на Синайском полуострове.